# Mia Couto
Mia Couto, właśc. António Emílio Leite Couto (ur. 5 lipca 1955 w Beirze) – mozambicki pisarz tworzący w języku portugalskim, z wykształcenia biolog.

## Zarys biografii
Couto urodził się w rodzinie białych Portugalczyków w czasie, gdy Mozambik był kolonią tego kraju. Uchodzi za jednego z najwybitniejszych pisarzy portugalskiego kręgu językowego. Z wykształcenia jest biologiem, opublikował szereg powieści, zbiorów opowiadań oraz tomów poezji. W swojej prozie ukazuje wpływ długoletniej wojny domowej na życie mieszkańców Mozambiku. Jego twórczość bywa porównywana z południowoamerykańskim realizmem magicznym. Posługuje się stworzonym przez siebie idiolektem.

## Twórczość
- Raiz do Orvalho (1983) – poezje
- Vozes Anoitecidas (1986) – opowiadania
- Cada Homem É uma Raça (1990) – opowiadania
- Cronicando (1991) – kroniki
- Terra Sonâmbula (1992) – powieść, wyd. pol. Lunatyczna kraina, Karakter 2010, tłum. Michał Lipszyc
- Estórias Abensonhadas (1994) – opowiadania
- A Varanda do Frangipani (1996) – powieść, wyd. pol. Taras z uroczynem, Świat Książki 2009, tłum. Elżbieta Milewska
- Contos do Nascer da Terra (1997) – opowiadania
- Mar Me Quer (1998) – nowela
- Vinte e Zinco (1999) – nowela
- Raiz de Orvalho e outros poemas (1999) – poezje
- O Último Voo do Flamingo (2000) – powieść, wyd. pol. Ostatni lot flaminga, PIW 2005, tłum. Elżbieta Milewska
- Mar me quer (2000) – powieść
- O Gato e o Escuro (2001) – książka dla dzieci
- Na Berma de Nenhuma Estrada e Outros Contos (2001) – opowiadania
- Um Rio Chamado Tempo, uma Casa Chamada Terra (2002) – powieść
- Contos do Nascer da Terra (2002) – opowiadania
- O País do Queixa Andar (2003) – kroniki
- O Fio das Missangas (2003) – opowiadania
- A Chuva Pasmada (2004) – powieść
- Pensatempos • Textos de Opinião (2005) – kroniki
- O Outro Pé da Sereia (2006) – powieść
- Venenos de Deus, Remédios do Diabo (2008) – powieść
- Jesusalém (2009) – powieść
- A Confissão da Leoa (2012) – powieść
- Mulheres de cinza (2015) - powieść, wyd. pol. Kobiety z popiołu, ArtRage, 2025

W Polsce ukazał się ponadto wybór opowiadań pt. Naszyjnik z opowiadań, wydany w 2008 przez Instytut Studiów Iberyjskich i Iberoamerykańskich UW.

## Odznaczenia i nagrody
- Komandor Orderu Świętego Jakuba od Miecza (1998, Portugalia)[1]
- Order Zasługi dla Kultury (2009, Brazylia)[2]
- Prémio Nacional de Ficção Stowarzyszenia Pisarzy Mozambickich (1995)
- Nagroda Camõesa (2013)[3]
- Międzynarodowa Nagroda Neustadt (2014)[3]